# Distrito de Ysyk-Ata
El distrito de Ysyk-Ata (en kirguís: Ысык-ата району) es uno de los rayones (distrito) de la provincia de Chuy en Kirguistán. Tiene como capital la ciudad de Kant.
En 2009 tenía 150 568 habitantes, de los cuales el 47,2% eran kirguises, el 21,1% rusos, el 14,5% dunganos y el 3,5% turcos.

## Subdivisiones
Comprende la ciudad de Kant (la capital) y las siguientes 18 comunidades rurales (aiyl okmotu):
- Ak-Kuduk
- Birdik
- Dzheek
- Ivanovka
- Internatsionalnoye
- Ysyk-Ata
- Keng-Bulun
- Kenguesh
- Krasnaya Rechka
- Novopokrovka
- Liuksemburg
- Milianfan
- Novopokrovka
- Nurmanbet
- Syntash
- Tuz
- Uzun-Kyr
- Yurievka